# IBM Cross System Product
IBM Cross System Product (CSP) ist eine 1981 von IBM eingeführte 4GL-Programmierumgebung im Großrechner-Bereich. Ziel des Entwicklungswerkzeugs war, die Produktivität bei der Entwicklung der in den 1980er Jahren üblichen Großrechner-Anwendungen zu erhöhen. CSP bediente sich einer COBOL-ähnlichen, einfachen Sprache der vierten Generation und verschiedener Werkzeuge, beispielsweise zum Entwurf von Bildschirmmasken. 1994 wurde CSP abgelöst durch das Produkt VisualGen,  das später in Visual Age umbenannt wurde und das die Anforderungen einer Client-Server-Architektur abdecken konnte und grafische Benutzeroberflächen ermöglichte.
CSP ermöglichte die Entwicklung für verschiedene damalige IBM-Plattformen wie VM/CMS, MVS, AS/400 oder OS/2, was sich in der Bezeichnung des Produkts widerspiegelt. Bei Wechsel der Plattform war lediglich eine Neugenerierung erforderlich.
Die letzte Version von CSP, die Version 4.1, wird seit Anfang 2002 nicht mehr von IBM unterstützt.